# Associatie van groot blaasjeskruid
De associatie van groot blaasjeskruid (Utricularietum vulgaris) is een associatie uit het kikkerbeet-verbond (Hydrocharition morsus-ranae).

## Naamgeving en codering
| Lemneto-Utricularietum Soó 1928 |

- Syntaxoncode voor Nederland (rVvN): r05Bb02

De wetenschappelijke naam Utricularietum vulgaris is afgeleid van de botanische naam van de kensoort groot blaasjeskruid (Utricularia vulgaris).

## Fysiognomie
De associatie van groot blaasjeskruid is hoofdzakelijk opgebouwd uit in het water zwevende en drijvende waterplanten. In het einde van de zomer bereikt de associatie veelal het fenologisch optimum. De vegetatie is van nature soortenarm.